# Claude V. Ricketts

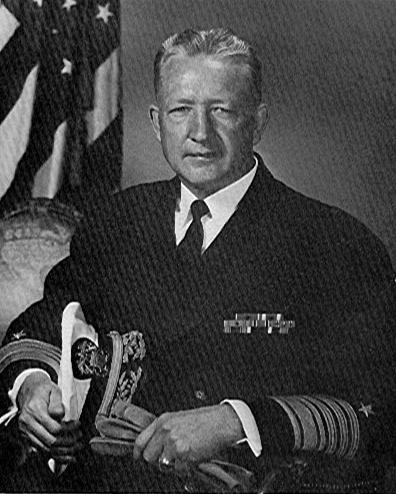
Admiral Claude V. Ricketts

Claude Vernon Ricketts (* 23. Februar 1906 in Greene County, Missouri; † 6. Juli 1964 in Bethesda, Maryland) war ein US-amerikanischer Admiral, der von 1961 bis zu seinem Tod 1964 Vice Chief of Naval Operations war.

## Leben

### Militärische Ausbildung und Angriff auf Pearl Harbor

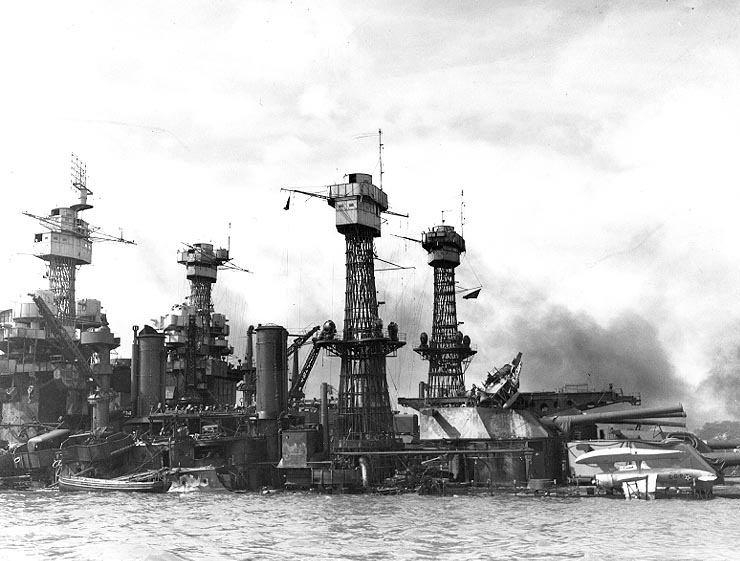
Die West Virginia nach dem japanischen Angriff auf Pearl Harbor neben der Tennessee

Ricketts begann nach dem Schulbesuch 1925 seine militärische Ausbildung an der US Naval Academy, die er 1929 abschloss. Während seiner Ausbildung wurde der Mittelgewichtskämpfer 1928 Kapitän der Box-Mannschaft der Naval Academy. Danach trat er als Offizier in die US Navy ein und absolvierte auch eine Ausbildung zum Marineflieger, die er 1932 mit dem Flugführerabzeichen (Naval Aviator Badge) beendete. Er war später überwiegend als Stabsoffizier während seiner militärischen Laufbahn in der US Navy eingesetzt.
Während des Angriffs auf Pearl Harbor durch die Kaiserlich Japanischen Marineluftstreitkräfte am 7. Dezember 1941 fand er als Kapitänleutnant und Geschützoffizier Verwendung auf dem Schlachtschiff West Virginia, das während des Angriffs nach mindestens sechs Torpedotreffern sowie zwei Bombentreffern in Brand geriet und schließlich sank. Dabei zeichnete er sich durch seinen Einsatz bei der Rettung von Menschenleben, der Verhinderung weiterer Schäden sowie der Verteidigung des Schiffes aus. Bereits zuvor war er einer der wenigen Offiziere, die einen Luftangriff auf den Marinestützpunkt für möglich hielten und unternahm zusammen mit drei weiteren jüngeren Offizieren Planungen für einen derartigen Angriff vor.

### Zweiter Weltkrieg
Während die West Virginia im Anschluss gehoben und bis 1944 wieder hergestellt wurde, wurde er an Bord des ebenfalls zur Colorado-Klasse gehörenden Schlachtschiffes Maryland versetzt und befand sich dort bis 1943 im Einsatz, ehe er einige Zeit als Offizier im Stab der Zweiten Amphibischen Gruppe (Amphibious Group Two) diente.
Zuletzt war Ricketts zwischen 1943 und 1945 Operationsoffizier im Stab des Kommandeurs der Fünften Amphibischen Kräfte (Fifth Amphibious Force) im Pazifik. Dort nahm er während des Pazifikkrieges während der Schlacht um die Gilbertinseln an den amphibischen Landungen auf Tarawa im November 1943 sowie später auch an den Landungen in Eniwetok im Rahmen der Operation Catchpole im Februar 1944, der Schlacht um Saipan zwischen Juni und Juli 1944, der Schlacht um Tinian im Juli und August 1944, der Schlacht um Iwojima zwischen Februar und März 1945 sowie zuletzt an der Schlacht um Okinawa von April bis Juni 1945 teil. Für seine Verdienste während des Zweiten Weltkrieges wurde er mit dem Legion of Merit sowie der Navy Commendation Medal ausgezeichnet.

### Nachkriegszeit

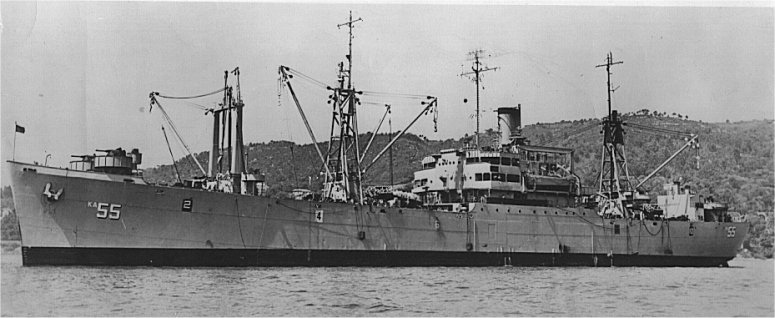
Sein erstes Kommando über ein Schiff hatte Ricketts über das amphibische Transportschiff Alshain

Nach Kriegsende verblieb Ricketts für einige Zeit bei der US-Besatzungsmacht in Japan, ehe er ein Studium am Naval War College (NWC) in Newport absolvierte und dort im Anschluss zwischen 1946 und 1949 selbst Instrukteur war. In der Folgezeit war er Kommandant (Commanding Officer) der Alshain, ein zur Andromeda-Klasse gehörenden amphibischen Transportschiffes.
Im Juli 1952 wurde Ricketts Referatsleiter für Amphibische Kriegsführung im Büro des Chief of Naval Operations, Admiral William Fechteler, sowie im Anschluss 1955 Kommandant der Saint Paul, eines Schweren Kreuzers der Baltimore-Klasse. Danach war er als Konteradmiral Kommandeur der Vierten Zerstörer-Flottille (Destroyer Flotilla Four) der 2. US-Flotte sowie schließlich am 1. Februar 1961 als Nachfolger von Vizeadmiral Harold T. Deutermann Befehlshaber der 2. US-Flotte.

### Admiral der US Navy
Im August 1961 wurde Ricketts schließlich zum Admiral befördert und übernahm als Nachfolger von Admiral James S. Russell die Funktion als Vice Chief of Naval Operations (VCNO). Er bekleidete damit nach dem Chief of Naval Operations die zweithöchste Funktion innerhalb der Führung der US Navy. In dieser Funktion gehörte es zu seinen Hauptaufgaben, den Regierungen in Europa die US-amerikanischen Pläne für die Multilateral Force (MLF), einen multinationalen Schiffsverband, der mit Kernwaffen ausgerüstet ist und aus Besatzungen verschiedener NATO-Mitgliedsländer besteht, zu vermitteln. Ricketts blieb VCNO, bis er am 6. Juli 1964 an den Folgen eines Myokarinfarkts im National Naval Medical Center in Bethesda verstarb. Sein Nachfolger wurde daraufhin Admiral Horacio Rivero, Jr.
Nach seinem Tode wurde ihm im Oktober 1964 posthum die Navy Distinguished Service Medal verliehen. Darüber hinaus wurde die Biddle (DDG-5), ein Zerstörer der Charles-F.-Adams-Klasse, 1964 zu seinen Ehren in Claude V. Ricketts umbenannt. Auf dem Schiff fand zu diesem Zeitpunkt die „mixed manning demonstration“ statt, die im Rahmen der MLF-Pläne eng mit Ricketts’ Wirken verbunden war.
Ricketts war mit Margery Bernice Corn verheiratet. Aus dieser Ehe gingen die zwei Söhne Myron Vernon Ricketts und James Battey Ricketts hervor, die zum Zeitpunkt seines Todes ebenfalls Marineoffiziere waren. Myron V. Ricketts war zuletzt Konteradmiral.

## Auszeichnungen
- Navy Distinguished Service Medal (posthum)
- Legion of Merit
- Navy Commendation Medal